# Americana (roman)
Americana, gepubliceerd in 1971,  is de eerste roman van de Amerikaanse auteur Don DeLillo. In 1989 redigeerde DeLillo de tekst, waarbij hij een aantal pagina's uit het origineel wegliet.

## Verhaal
Het verhaal wordt gepresenteerd als de autobiografie van het personage David Bell, die tegen het einde van de 20e eeuw vanop een afgelegen eiland terugblikt op zijn jeugd, zijn dagen als een jonge New Yorkse tv-manager, en zijn reis door de VS voor het maken van een film. Hij reist naar het westen met drie vrienden - een voormalige gevechtspiloot, een dronkaard en een beeldhouwster. Als ze aankomen in een rustig dorp, begint David een film te maken, in een poging om zijn ware zelf te vinden.